# Kirk Penney
Kirk Samuel Penney (North Shore, 23 novembre 1980) è un ex cestista neozelandese.
Guardia tiratrice con ottime percentuali al tiro. È alto 196 cm (6'5").

## Carriera
La carriera di Penney inizia in patria, nella lega neozelandese, la National Basketball League. Nel 1998 passa nella NCAA, rimane fino al 2003, suo trampolino di lancio verso il professionismo, con l'Università del Wisconsin, dove riceve alcuni riconoscimenti.
Sebbene non selezionato nel draft NBA 2003, firmò, nella stagione 2003-04 un contratto con i Miami Heat, ma fu tagliato a metà stagione. Passa allora nella NBDL con gli Asheville Altitude. Nel 2004 arriva in Israele ai gialli.
Penney ha trascinato al quarto posto, nel campionato mondiali del 2002 la Nazionale neozelandese di pallacanestro. Invece ai campionati del mondo del 2006 in Giappone ha portato i Blacks agli ottavi.

## Palmarès
- Campione NBDL (2005)
- Campionato israeliano: 1

Maccabi Tel Aviv: 2005-2006
- Coppa di Israele: 1

Maccabi Tel Aviv: 2005-2006